# 高端新冠肺炎疫苗
高端新冠肺炎疫苗（英語：Medigen COVID-19 vaccine，簡稱：高端疫苗，研製代號：MVC-COV1901，商品名：MVC COVID-19 Vaccine），是一款針對2019冠状病毒病所研發及已在應用中的疫苗。2025年，由於未通過三期試驗，EUA到期後，目前該疫苗已停產。高端疫苗由臺灣的高端疫苗生物製劑股份有限公司與美國生物製藥公司德納維（Dynavax）及美國國家衛生院共同研製。

## 成分及製程
在抗原選擇上，高端2019冠状病毒病疫苗取得美國國家衛生研究院和德州大學奧斯汀分校授權，共同開發的S-2P棘蛋白原始生物材料、驗證用抗體、以及技術平台。在製程上採用CHO細胞製程，使用帶有S-2P棘蛋白基因的質體感染中國倉鼠卵巢細胞（ExpiCHO-S cells），進而純化S-2P棘蛋白。增強免疫反應的疫苗佐劑選用美國德納維公司的CpG 1018鋁鹽佐劑。

## 開發進度

### 研發
2020年2月16日，與美國國家衛生研究院（National Institutes of Health, NIH）簽訂合約，將取得美國國衛院開發之「COVID-19候選疫苗」及「相關生物材料」，近期內在台灣執行動物實驗，以做為評估人體臨床試驗及開發新一代疫苗的重要依據。
5月5日，與NIH簽署「COVID-19疫苗」全球商業授權合約，取得「美國NIH」COVID-19重組棘蛋白之原始生物材料、驗證用抗體、技術平台、及此平台和候選疫苗之相關專利等權利，透過上述授權內容，高端公司可於全球進行此項新型冠狀病毒疫苗之開發、製造、銷售等完整商業化布局。
7月23日，與「Dynavax Technologies」合作開發「COVID-19疫苗」。8月14日，於BioRxiv公開部分「COVID-19疫苗」之「臨床前試驗數據」。

### 第一期臨床試驗
2020年8月31日，中華民國衛福部食藥署有條件核准「高端COVID-19候選疫苗 『MVC-COV1901』」之第一期臨床試驗計畫。9月30日，「高端COVID-19候選疫苗 『MVC-COV1901』」之第一期臨床試驗計畫已補齊技術性資料，經衛福部審核同意計畫進行施打受試者。
10月初，第一批臨床試驗受試者在台大醫院「COVID-19疫苗」接種，共有45名參與者，年齡在20至50歲之間。10月13日，與衛福部疾管署簽約，計畫補助金額達新台幣4.72億元（約1,640萬美元），用於鼓勵「COVID-19疫苗」開發。
11月3日，與越南衛生部（MOH）轄下國家衛生暨流行病學研究所（NIHE）完成「COVID-19疫苗」合作協議簽署，高端疫苗負責「COVID-19疫苗」的生產及「越南臨床試驗」，而NIHE將依據越南衛生部相關法規，提供臨床執行與疫苗藥證申請等支援，並依循緊急使用授權的途徑，讓新冠疫苗得以加速在台灣與越南上市。

### 第二期臨床試驗
2020年12月30日，中華民國衛福部食藥署有條件核准「高端COVID-19疫苗 『MVC-COV1901』」之第二期臨床試驗計畫。
2021年1月25日，啟動「高端COVID-19疫苗 『MVC-COV1901』」之第二期臨床試驗，本疫苗開發案藉由第一期臨床試驗期中分析，已完成初步安全性評估與疫苗劑量探索，第二期臨床試驗將採取雙盲、隨機、多中心試驗設計，招募3,700名20歲以上之受試者，以進一步進行大規模之疫苗安全性與免疫生成性評估，並在台灣北中南共計11個醫院進行收案。
4月28日，宣布「高端COVID-19疫苗 『MVC-COV1901』」二期臨床試驗已達成3,700位受試者第二劑施打，符合試驗設計與法規所需樣本數。未來將依法規單位建議於第二劑接種後第28天評估疫苗安全性與免疫原性。高端公司預計五月底將有分析結果，若數據達到預期目標，今年六月將依法規申請台灣緊急使用授權（EUA）。
5月12日，宣布「高端COVID-19疫苗 『MVC-COV1901』」二期臨床試驗之獨立臨床試驗，招募65歲以上受試者，以研究本疫苗不同劑量在此年齡層的免疫生成性和安全性。本研究將會分成兩個劑量組，每組皆會接種兩劑試驗疫苗，兩劑間隔28天。

#### 二期解盲結果
2021年6月10日，完成第二期臨床試驗期間分析解盲，該多中心雙盲性試驗收了台灣3,158位20歲以上成人，全球3,700人（巴拉圭亞松森大學）。顯示具有99.9%的血清陽轉率，在安全性上實驗組耐受性及安全性表現良好，具有統計學上的顯著性差異。顯示效力、安全性及耐受性都達到標準，注射第二劑後28天的血清陽轉率達99.8%，中和抗體之幾何平均效價為662。
| 免疫反應數據                | 免疫反應數據 | 免疫反應數據    |
| --------------------------- | ------------ | --------------- |
|                             | 不區分年齡組 | 20~64歲之疫苗組 |
| 血清陽轉率（SCR）           | 99.8%        | 99.9%           |
| 中和抗體效價（GMT Titer）   | 662          | 733             |
| 中和抗體信率比值（GM Ratio) | 163          | 180             |
| 解盲數據（全身性）          |              |                 |
| 全身不良事件                | 疫苗組       | 安慰劑組        |
| 發燒                        | 0.7%         | 0.4%            |
| 疲勞                        | 36.0         | 29.7%           |
| 肌肉酸痛                    | 27.6%        | 16.6%           |
| 頭痛                        | 22.2%        | 20.0%           |
| 腹瀉                        | 15.1%        | 12.6%           |
| 噁心嘔吐感                  | 7.7%         | 6.7%            |
| 解盲數據（局部性）          |              |                 |
| 局部不良事件                | 疫苗組       | 安慰劑組        |
| 注射處疼痛                  | 71.2%        | 23.3%           |
| 注射處紅斑                  | 4.9%         | 0%              |
| 注射處硬結/腫脹             | 10.5%        | 0%              |

### 青少年（12－18歲）臨床試驗
2021年5月29日，說明有關青少年（12－18歲）臨床試驗的進展，目前高端疫苗正持續和主管機關討論試驗設計。7月，開始啟動青少年（12－18歲）臨床試驗。

### 第三期臨床試驗
2021年7月6日，向巴拉圭醫藥法規主管機關，國家衛生監督局（DINAVISA），提出第三期臨床試驗申請。7月20日，經「DINAVISA」審查評估後，正式取得第三期臨床試驗核准，可開始收案進行第三期人體臨床試驗。8月28日，第三期臨床試驗所需的高端疫苗，已搭乘哥倫比亞航空QT4087班機，於上午抵達巴拉圭，後續將加速中南美州市場佈局。

### 世衛組織「團結試驗」第三期臨床試驗
2021年9月13日，哥倫比亞國家藥品食品監督局（Invima）宣布已核准一項針對COVID-19候選疫苗的國際性隨機試驗臨床研究方案，該研究由世界衛生組織贊助。該方案將進行兩種不同類型的疫苗試驗，高端的MVC-COV1901為其中之一，屬於蛋白質亞基疫苗；另一款是美國伊諾維奧製藥研發的脫氧核醣核酸（DNA）疫苗INO-4800。該國將召募4萬名16歲以上的高風險族群參加試驗，期間長達15個月。
2021年12月22日，高端疫苗正式成為世衛組織「團結試驗」計劃下的新型冠狀病毒受試疫苗，將由世衛組織協助在發展中國家進行第三期臨床試驗，高端疫苗於今（23）日指出，世界衛生組織（WHO）秘書長譚德塞於昨（22）日新冠肺炎記者會致詞時，公告團結疫苗試驗（STV）最新進度，STV目前已在哥倫比亞、馬利及菲律賓三國完成超過11,500位受試者。
2022年1月28日，高端副總經理兼國際事務處長連加恩及其高端總經理陳燦堅上三立政論節目「新台灣加油！」接受專訪，透露「WHO團結臨床實驗跟巴拉圭免疫橋接三期實驗，已經進入期中收尾階段。並於2月14日公布三期期中解盲數據。」

## 緊急使用授權（EUA）
2021年7月19日，衛福部核准高端MVC-COV1901疫苗專案。
專家會議結果：與會21名專家，主席不參與投票，18位有条件同意、1位要求補件、1位不同意，建議核准專案製造。
試驗結果：
1. 高端疫苗中和抗體幾何平均效價比值95%信賴區間下限為AZ疫苗3.4倍，大於標準要求0.67倍。
2. 高端疫苗組的血清反應比率95%信賴區間下限為95.5%，大於標準要求95%。

核准條件：
1. 適應人群：適用於20歲以上成人接種。
2. 接種次數：接種2劑，間隔28天。
3. 專案核准製造期間，每月提供安全性監測報告，並於核准後一年國內外執行疫苗保護效益（effectiveness）報告。

### 申請國際使用授權及應用
2021年9月22日，高端疫苗宣布已獲得歐盟歐洲藥品管理局（EMA）回應，同意該公司以免疫橋接方式與歐盟已上市新冠肺炎疫苗進行比對的第三期試驗。該公司董事會決議規劃多國多中心方式推動此事，預定明年第1季完成4,000人比對試驗，以爭取儘快取得歐盟認證。
2021年11月22日，澳洲藥物管理局授予高端疫苗審查資格認定，是繼AZ疫苗、輝瑞疫苗、莫德納疫苗、嬌生疫苗及諾瓦瓦克斯疫苗後，第六種取得該資格的COVID-19疫苗，根據澳洲的藥品管理程序，只有取得審查資格認定才能提交審查所需料件進行後續的審核程序，因此屬藥品註冊的重要步驟。2022年6月6日，高端疫苗正式向澳洲藥物管理局遞件申請緊急使用授權。
2022年1月30日，台灣捐贈索馬利蘭的15萬劑高端疫苗運抵當地，並在伊戈爾國際機場由索馬利蘭衛生部長Hassan Mohammed Ali親自迎接及接收，這次捐贈成為高端疫苗的首次外交援助。
2022年2月14日，巴拉圭依據三期解盲試驗結果，正式核定高端疫苗緊急使用授權，成為除中華民國外首個獲得緊急使用授權的國家。
2022年2月16日，高端疫苗發布新聞稿指出因為日前取得巴拉圭核准緊急使用授權（EUA），而在歐盟進行免疫橋接三期臨床試驗，其數據結果最快可望在第2季出爐，高端疫苗於今（16）日指出，公司與歐盟藥物主管機關「歐洲藥品局」（EMA）進行科學諮詢討論後，考量歐盟疫苗覆蓋率已高，臨床試驗收案不易，將以「非歐盟區域」收案之臨床試驗數據送交EMA進行審查。

## 臨床應用與爭議
2021年6月時，該疫苗尚在臨床試驗階段，尚未核准臨床使用，高端疫苗公司在結束二期試驗後已提交食品藥物管理署進行緊急使用授權申請。由於試驗設計時期間台灣尚未爆發疫情，因此使用血清陽轉率作為病毒保護力的代理評估項目。然而由於2019冠狀病毒病保護力與血清陽轉率的關聯性尚未確立，因此尚無疫苗以免疫桥接的模式進行。此外，由於美國上市的疫苗皆第三期試驗期中報告出爐後才給予緊急授權，因此在台灣引起爭議。2021年7月，中華民國食品藥物管理署通过该疫苗緊急使用授權。
該核可過程與AZ疫苗取得世衛組織緊急授權及輝瑞疫苗取得美國緊急使用授權等流程相比均要寬鬆。台灣政府並未於記者會發布官方驗證該方法的數據（例如：取有用第三期臨床試驗期中報告來確定保護力高下的兩支疫苗，測試該免疫橋接的流程是否可以正確鑑別這兩支疫苗優劣），且在高端疫苗取得台灣緊急使用授權時，於美國國家衛生研究院（ClinicalTrials.gov）的列表中僅有兩款在中國大陸由中國生物技術股份有限公司所贊助的疫苗是採用此方法作為開發基準。中國大陸當局亦提倡世衛組織應調整疫苗緊急授權的指標，以中和抗體取代臨床三期來提高疫苗供應量
，中國大陸衛健委副主任曾益新於2021年6月接受中國大陸媒體訪問時便敦促世衛組織「应该考虑豁免Ⅲ期临床试验，以中和抗体作为替代指标」
澳洲南澳大学的流行病学家亞德里安·埃斯特曼表示虽然免疫桥接的结果可以做为通过緊急使用授權使用，但他指出免疫橋接通常是用于推断具有三期实验且已获准使用于成人的疫苗在儿童群体中的有效性。他也建议如果剂量足够，应该在高端取得第三期临床试验之前，先施打阿斯特捷利康和莫德纳疫苗。埃斯特曼也指出俄罗斯的“卫星五号”（Sputnik-V）新冠疫苗与该疫苗相似，也是在第三期试验结果出来前就开放民众施打，但後來顯示“卫星五号”是有效的。不过，目前世卫并未批准“卫星五号”疫苗的紧急使用。纽西兰奧克蘭大學副教授兼公共卫生医生科林·图奎东加也表示在三期试验未完成的情况下施打疫苗的举动并不寻常。前台大醫院感染科醫師林氏璧在2021年5月30日表示目前僅有中國大陸和俄羅斯的疫苗只做完臨床二期試驗就直接取得緊急使用授權。目前美国食品药物管理局不接受以免疫桥接作为实验依据的疫苗。不過，台灣疫苗推動協會榮譽理事長、台大醫院主治醫師李秉穎表示免疫橋接保護性抗體的制定在疫苗研發中是十分常見的，李秉穎以每年在台灣普遍施打的流感疫苗為例，這是「不可能每年都花費3至4個月去做第三期的試驗，那流感早就過去了，因此都是用保護性抗體的依據，只要不亞於所訂的標凖，它就可以上市使用。」李秉穎又提到美國也有先例以免疫橋接方式授權疫苗上市，如主要用於預防子宮頸癌的人類乳突病毒疫苗從四價疫苗變為九價的時候，美國FDA就使用免疫橋接，只要多出來的5種病毒抗體，不低於原來的4種就可獲授權使用。
2023年4月7日，疫苗審查委員劉滄梧洩高端利多、妻施庭芳涉內線交易遭到檢方起訴，士林地檢署今天表示，食藥署疫苗專家審查委員會專家委員劉滄梧，涉洩密高端疫苗重大訊息給妻子施庭芳，施庭芳炒股獲利15萬多元，2人依違反證交法洩密、內線交易等罪起訴

## 大規模接種

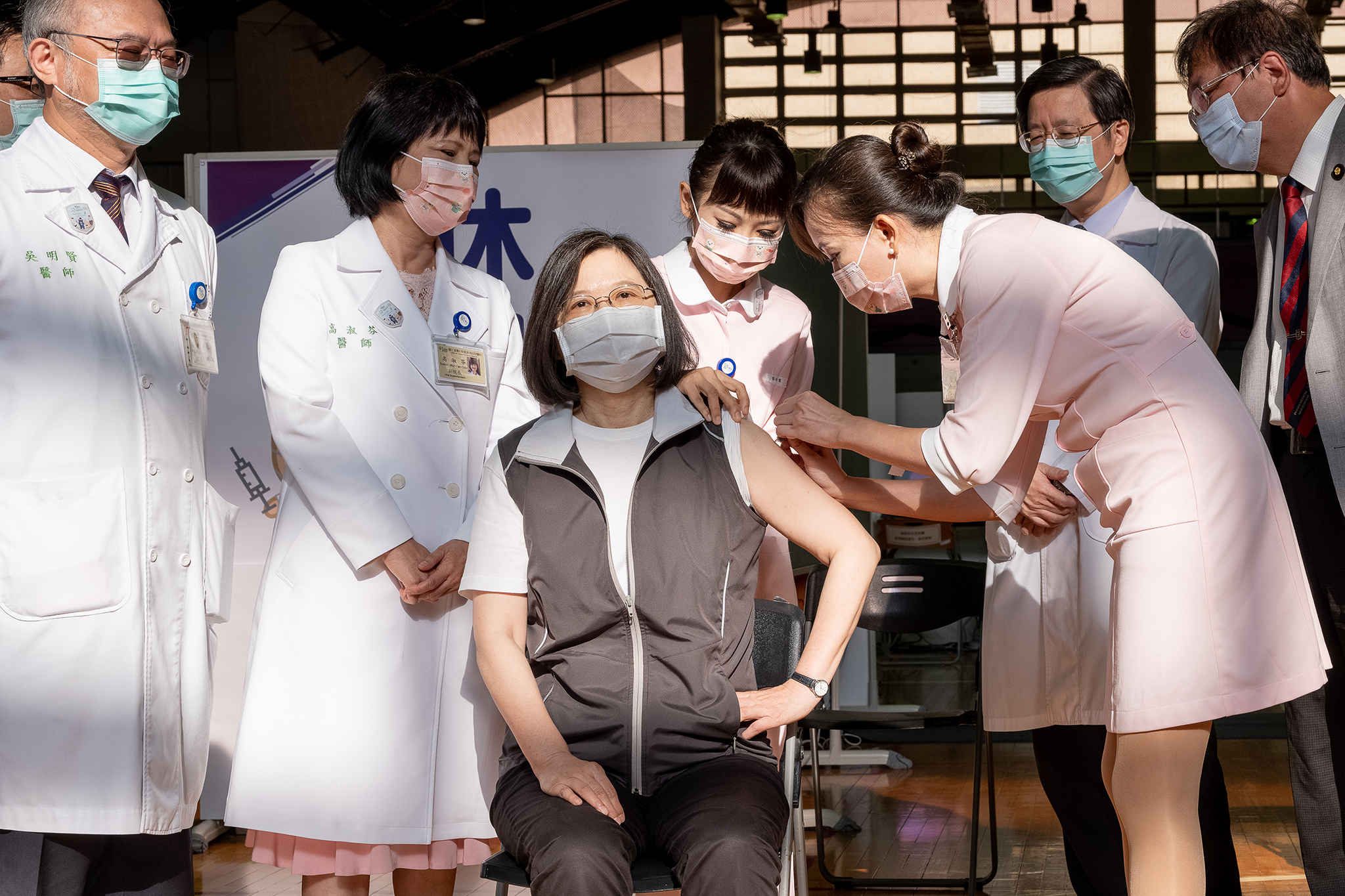
2021年8月23日，中華民國總統蔡英文前往國立臺灣大學醫學院附設醫院施打站接受施打高端疫苗，為EUA通過後第一位接受施打。

2021年8月16日，臺灣COVID-19疫苗接種預約系統開放登記接種高端疫苗，首輪逾75萬人預約，自8月23日起開始施打。中華民國總統蔡英文及副總統賴清德分別於23日及27日早上前往台大接種會場施打第一劑高端疫苗。至2021年8月30日，全臺累計接種高端疫苗648,678劑，到9月9日已超過70萬人。因高端疫苗在臺供貨充足，民眾自9月30日起除了透過疫苗接種預約系統，也可逕自洽詢醫療院所施打。
2021年11月12日，中央流行疫情指揮中心宣布，因應民眾出國需求，無論曾接種一劑或兩劑高端疫苗，間隔28天即可依外國入境要求，於臺灣再施打兩劑AZ、BNT或莫德納疫苗。
| 統計日期   | 高端疫苗 | 高端疫苗 | 高端疫苗          | 高端疫苗      | 高端疫苗             |            | 臺灣COVID-19疫苗（AZ、莫德納、高端、BNT） | 臺灣COVID-19疫苗（AZ、莫德納、高端、BNT） | 臺灣COVID-19疫苗（AZ、莫德納、高端、BNT） | 臺灣COVID-19疫苗（AZ、莫德納、高端、BNT） |  |
| 統計日期   | 第一劑   | 第二劑   | 基礎加強劑 追加劑 | 當週施打 劑次 | 占臺灣當週 比例（%） | 第一劑     | 第二劑                                    | 基礎加強劑 追加劑                         | 當週施打 劑次                             |                                           |  |
| ---------- | -------- | -------- | ----------------- | ------------- | -------------------- | ---------- | ----------------------------------------- | ----------------------------------------- | ----------------------------------------- | ----------------------------------------- |  |
| 2021/08/23 | 167,268  |          |                   | 167,268       | 46.5                 | 9,463,223  | 783,754                                   |                                           | 359,682                                   | （页面存档备份，存于）                    |  |
| 2021/08/30 | 648,678  |          |                   | 481,410       | 70.6                 | 10,028,069 | 900,651                                   |                                           | 681,743                                   | （页面存档备份，存于）                    |  |
| 2021/09/06 | 677,175  |          |                   | 28,497        | 5.4                  | 10,468,680 | 987,679                                   |                                           | 527,639                                   | （页面存档备份，存于）                    |  |
| 2021/09/13 | 718,191  |          |                   | 41,016        | 4.0                  | 11,433,445 | 1,054,651                                 |                                           | 1,031,737                                 | （页面存档备份，存于）                    |  |
| 2021/09/22 | 722,442  | 766      |                   | 5,017         | 0.5                  | 11,763,739 | 1,826,028                                 |                                           | 1,101,671                                 | （页面存档备份，存于）                    |  |
| 2021/09/27 | 723,269  | 14,863   |                   | 14,924        | 1.3                  | 12,551,676 | 2,211,654                                 |                                           | 1,173,563                                 | （页面存档备份，存于）                    |  |
| 2021/10/04 | 731,916  | 503,003  |                   | 496,787       | 24.1                 | 13,524,914 | 3,295,676                                 |                                           | 2,057,260                                 | （页面存档备份，存于）                    |  |
| 2021/10/12 | 741,979  | 592,208  |                   | 99,268        | 5.9                  | 13,797,381 | 4,699,975                                 |                                           | 1,676,766                                 | （页面存档备份，存于）                    |  |
| 2021/10/18 | 747,470  | 607,084  |                   | 20,367        | 1.2                  | 14,877,506 | 5,327,453                                 |                                           | 1,707,603                                 | （页面存档备份，存于）                    |  |
| 2021/10/25 | 753,943  | 615,696  |                   | 15,085        | 0.6                  | 16,105,123 | 6,678,571                                 |                                           | 2,578,735                                 | （页面存档备份，存于）                    |  |
| 2021/11/01 | 762,649  | 627,962  |                   | 20,972        | 0.9                  | 17,286,000 | 7,896,013                                 |                                           | 2,398,319                                 | （页面存档备份，存于）                    |  |
| 2021/11/08 | 767,953  | 637,565  |                   | 14,907        | 1.1                  | 17,557,602 | 8,984,964                                 |                                           | 1,360,553                                 | （页面存档备份，存于）                    |  |
| 2021/11/15 | 771,961  | 646,139  |                   | 12,582        | 0.9                  | 17,891,819 | 10,035,802                                |                                           | 1,385,055                                 | （页面存档备份，存于）                    |  |
| 2021/11/22 | 774,044  | 652,863  |                   | 8,807         | 0.6                  | 18,064,753 | 11,450,454                                |                                           | 1,587,586                                 | （页面存档备份，存于）                    |  |
| 2021/11/29 | 775,752  | 660,172  |                   | 9,017         | 0.5                  | 18,216,396 | 13,039,602                                |                                           | 1,740,791                                 | （页面存档备份，存于）                    |  |
| 2021/12/06 | 776,180  | 667,913  |                   | 8,169         | 0.6                  | 18,317,806 | 14,362,320                                | 9,092                                     | 1,433,220                                 | （页面存档备份，存于）                    |  |
| 2021/12/13 | 779,121  | 679,526  |                   | 14,554        | 1.5                  | 18,503,657 | 15,104,174                                | 32,939                                    | 951,552                                   | （页面存档备份，存于）                    |  |
| 2021/12/20 | 781,385  | 688,574  |                   | 11,312        | 2.5                  | 18,616,700 | 15,416,824                                | 64,155                                    | 456,909                                   | （页面存档备份，存于）                    |  |
| 2021/12/27 | 783,019  | 693,529  | 618               | 7,207         | 1.7                  | 18,676,061 | 15,736,132                                | 105,759                                   | 420,273                                   | （页面存档备份，存于）                    |  |

## 對嚴重不良反應的調查
截至2021年12月27日，衛生福利部疾病管制署公佈臺灣累計接種34,517,952劑COVID-19疫苗，其中高端疫苗接種1,477,166劑，占總接種劑次4.3%。通報嚴重不良事件288件，其中包括死亡37件。
| 廠牌   | 接種人次   | 接種人次 | 接種人次   | 接種人次 | 接種人次          | 接種人次 | 接種人次   | 接種人次 |          | 接種後不良事件通報 | 接種後不良事件通報 | 接種後不良事件通報 | 接種後不良事件通報      | 接種後不良事件通報 | 接種後不良事件通報 | 接種後不良事件通報 | 接種後不良事件通報 |
| 廠牌   | 第一劑     | %        | 第二劑     | %        | 基礎加強劑 追加劑 | %        | 總計       | %        | 不良事件 | 通報率 （%）       | 非嚴重 不良事件    | 通報率 （%）       | 嚴重不良事件 （含死亡） | 通報率 （%）       | 死亡               | 十萬劑次 死亡件數  |                    |
| ------ | ---------- | -------- | ---------- | -------- | ----------------- | -------- | ---------- | -------- | -------- | ------------------ | ------------------ | ------------------ | ----------------------- | ------------------ | ------------------ | ------------------ | ------------------ |
| AZ     | 8,027,079  | 43.0     | 6,987,120  | 44.4     |                   | 0.0      | 15,014,199 | 43.5     | 8,275    | 0.055              | 4,161              | 0.028              | 4,114                   | 0.027              | 806                | 5.4                |                    |
| 莫德納 | 3,884,647  | 20.8     | 3,675,771  | 23.4     | 101,466           | 95.9     | 7,661,884  | 22.2     | 2,854    | 0.037              | 1,188              | 0.016              | 1,666                   | 0.022              | 313                | 4.1                |                    |
| 高端   | 783,019    | 4.2      | 693,529    | 4.4      | 618               | 0.6      | 1,477,166  | 4.3      | 597      | 0.040              | 309                | 0.021              | 288                     | 0.019              | 37                 | 2.5                |                    |
| BNT    | 5,981,316  | 32.0     | 4,379,712  | 27.8     | 3,675             | 3.5      | 10,364,703 | 30.0     | 3,602    | 0.035              | 2,094              | 0.020              | 1,508                   | 0.015              | 63                 | 0.6                |                    |
| 總計   | 18,676,061 | 100      | 15,736,132 | 100      | 105,759           | 100      | 34,517,952 | 100      | 15,328   | 0.044              | 7,752              | 0.022              | 7,576                   | 0.022              | 1,219              | 3.5                |                    |

### 接種後接獲的死亡案例
- 2021年8月24日，桃園55歲馬來西亞籍作家陸之駿在家昏倒及休克，送抵醫院前過世，是接种高端后死亡首例。法醫解剖檢驗後，於8月26日報告死因為主動脈根出現剝離及破裂，引發心包膜填塞，導致休克猝死[76]。
- 8月25日，桃园市40多岁男性个案，有糖尿病史，莊人祥醫生目測体重约120至130公斤（當事人家屬報稱90公斤），並在23日接种高端疫苗，2021年8月25日上午工作中突然昏倒，失去生命迹象。新北市芦洲區39岁男性，23日接种高端疫苗，25日中午就发现个案没有呼吸心跳，送医抢救不治。新北市政府警察局蘆洲分局表示該名男子是吸毒者，之前四次被送醫院的記錄中有兩次被驗出吸食毒品，而他在25日昏倒在浴室內時，身旁放有對海洛因呈陽性反應的針筒，家中亦被發現收藏有安非他命及海洛因，經法醫相驗後為注射毒品過量引致心肺衰竭，無須進一步解剖，家屬沒有異議及已領回遺體[77]。同日，基隆市一名於24日上午接种高端疫苗的40多岁女性，施打完並无不适，但在25日下午4时多出现胸闷、头晕、手脚麻、胸闷、出汗等症状，约5时30分前往台大医院急诊就医，其後昏倒，經搶救後一度恢復心跳，院方使用磁力共振發現她有主動脈剝離現象，而且範圍一直延伸到主動脈跟心臟相接的位置，情況非常危急，傍晚6时30分左右在诊间急救無效猝死[78]。
- 8月26日，新北市一名40多歲的男性，24日接種高端疫苗後，當晚出現發燒、食慾不振、忽冷忽熱的症狀，25日變成精神恍惚、全身無力緊急送醫，26日不幸身亡。[79]
- 8月27日，新北市新莊區的40歲女子，原本就有多重慢性疾病在身，她於23日接種高端疫苗後，連續兩天出現聲音沙啞及嚴重疲倦症狀，27日上午騎機車外出時昏倒，經通報119送醫搶救不治死亡。[80]

## 參與世衛第三劑研討
2021年8月，世衛組織在官網發布高端疫苗的資料及抗體濃度數據，以探討接種第三劑加強劑的事宜。世衛組織發放的資料首次將高端疫苗的抗體數據曝光，若以接種中劑量的中和抗體效價觀察，在首次接種後的第29天接種第二劑，體內抗體濃度會在接種第一劑的43天後衝上最高點達到494.85 IU/mL，隨後抗體濃度慢慢降低，到接種首劑的第119天到達低點的76.59 IU/mL，僅剩下原本的15%，不過如在第209天接種第三劑加強劑，則可以在約1個月後，也就是接種首劑的第237天，抗體濃度可以拉高到818.31 IU/mL的新高點。高端疫苗發言人連加恩在受訪時向傳媒說明上述數據的意義，第一是接種疫苗後，即使抗體隨時間而有所下降，但是仍可以穩定地保持在75 IU/mL的水平很久；第二是抗體維持在約45 IU/mL，即可避免重症、住院，甚至死亡達到80%以上，因此高端疫苗對重症的長期保護是可合理預期的；第三是接種第三劑疫苗後體內抗體比接種第二劑時的最高點提高甚多，而高端疫苗在接種第三劑的測試中初步顯示是安全的，這對日後如要應對變種病毒而開打第三劑有重要意義。
2021年8月13日，世衛組織舉辦了一個關於評估現有和改良疫苗的最先進與最佳研究方法的研討會，高端疫苗生物製劑作為新型冠狀病毒疫苗的研發廠商參與討論，與其他國際知名疫苗廠家，如輝瑞、莫德納、嬌生等並列。世衛官網公布的新聞稿指出專家討論了疫苗對於新變種病毒的保護力、保護期限及安全性等議題，包括將來是否有需要接種加強劑，也就是以色列、美國等國家規劃中的第三劑，而各大疫苗廠商如輝瑞、莫德納、BioNTech及諾瓦瓦克斯等，都有提供其疫苗在接種到人體後的保護力變化之數據，而台灣開發的高端疫苗也在研討的疫苗名單之中。
2021年9月3日，高端再度出席世衛組織疫苗研討會，與國際專家討論接種第三劑加強劑必要性及執行方式。高端在會後稱國際專家對施打第三劑已達成初步共識，高端根據試驗數據提出施打第三劑應在接種第二劑的6個月後，高端疫苗的測試數據也顯示接種第三劑的體內抗體比第二劑大增近兩倍，而綜合各疫苗開發商及國際專家的意見，均認為第三劑與第二劑的間隔時間不應少於4個月，因為相隔時間太短效果不是那麼好。不過對於何時推行接種第三劑，仍然要先看各國政府的施打策略，究竟要先擴大疫苗涵蓋率讓更多人打到第一劑，還是早點提供第三劑。

## 刊登醫學期刊
2021年10月14日，英國醫學期刊刺胳針的「Lancet Respiratory Medicine（刺胳針呼吸醫學）」刊登其臨床試驗研究論文，由國立臺灣大學醫學院附設醫院醫師謝思民（第一期與第二期臨床試驗計劃執行總主持人）與臺北醫學大學醫師劉明哲擔任第一與第二作者，召集總主持人林奏延醫師擔任通訊作者。此高端COVID-19疫苗二期期中分析數據論文，以澳洲學者柯夫（D. Khoury Curve）及牛津大學發表AZ疫苗的保護性關聯值推估，預期高端疫苗的保護力為80%至90%區間。

## 疫苗保護效力分析
中央疫情指揮中心对高端疫苗在台湾的施打及其效力有着数据统计和分析。2022年11月4日時根據其內部資料公布結果，從2021年3月疫苗開始接種打3劑高端者有34萬1841人，以全年齡層來看，相對於沒有打疫苗者的避免死亡保護效果，同樣都打3劑疫苗，阿斯利康為60.9％、莫德納為90.0％、輝瑞為95.6％、高端為90.3％。相對於沒有打疫苗者的避免中重症保護效果，都打3劑疫苗後，阿斯利康為65.9％、莫德納為87.4％、BioNTech為95.8％、高端為91.4％。

## 外部連結
- 世衛組織官網發布的高端疫苗（MVC-COV1901）基本資料及接種後的抗體變化數據